# Maam-myeon
Maam-myeon (koreanska: 마암면) är en socken i kommunen Goseong-gun i provinsen Södra Gyeongsang i den södra delen av Sydkorea, 305 km söder om huvudstaden Seoul.